# 瑞山盈德高速公路
瑞山盈德高速公路（：／ Dangjin Yeongdeok gosokdoro */?），是連接韓國忠清南道瑞山市和慶尚北道盈德郡的一條高速公路，全長330.8公里。
2007年起分段通車。